# Nigerias damlandslag i volleyboll
Nigerias damlandslag i volleyboll är ett av de bättre landslagen i Afrika. De har som bäst vunnit afrikanska spelen (2003), kommit tvåa i afrikanska mästerskapen (flera gånger) samt deltagit vid VM 1982.